# Paolo Rondelli
Paolo Rondelli, född den 17 juni 1963 i Città di San Marino, är en sanmarinsk diplomat och politiker som har fungerat som landets statschef tillsammans med Oscar Mila år 2022.

## Bakgrund och privatliv
Rondelli är född år 1963. Han har studerat kemisk teknologi vid universitetet i Bologna och tog examen 1990. Senare har han kompletterat sina studier med historisk kommunikation och miljövetenskap, också i Bologna.
Rondelli är öppet homosexuell och har fungerat som viceordförande till föreningen Arcigay i Rimini.

## Politisk karriär
Mellan 2007 och 2016 fungerade Rondelli som San Marinos ambassadör till USA och senare till UNESCO till 2019.
Rondelli valdes till San Marinos stora och allmänna råd för första gången år 2019. Han representerar partiet RETE. I mars 2022 valdes han till en av San Marinos regerande kaptener. Rondelli blev den första öppet homosexuell regerande kaptenen i San Marino.

## Utmärkelser
- San Marinos orden (San Marino, 2022, stormästare)[5]
- Pro Merito Melitensi-orden (Malteserorden, 2000)
- Italienska republikens förtjänstorden (Italien, 2006)
- Akademiska palmen (Frankrike, 2007)

Källa: